# Vila Trampolim

## Vila Trampolim Park
Vila Trampolim é uma rede brasileira de parques indoor especializada em trampolins e atividades recreativas voltadas ao público infantojuvenil e familiar. Fundada em Belo Horizonte, a marca atua no setor de entretenimento com unidades em diferentes capitais e cidades brasileiras, operando por meio do sistema de franquias.

### História e conceito
A criação da Vila Trampolim surgiu da percepção de uma carência no Brasil por espaços de lazer que integrassem atividade física, segurança e interação familiar. Com essa proposta, a rede desenvolveu um conceito de playground indoor baseado em trampolins, com o objetivo de incentivar o movimento e reduzir o tempo de exposição a telas digitais. A marca adota o conceito de "videogame da vida real", promovendo experiências imersivas e interativas.«Vila Trampolim em Mundo dos Negócios: Diversão, inovação e empreendedorismo». Site oficial Vila Trampolim. 2024. Consultado em 15 de março de 2025

### Estrutura e atrações
Os parques da Vila Trampolim são instalados em ambientes fechados, geralmente em shoppings centers, e oferecem diversas atrações com foco em movimento, coordenação motora e recreação. Entre as principais atrações estão:
- Piscina de espuma
- Camas elásticas interligadas (Free Jump)
- Parede de escalada
- Duelo de luzes
- Batalha de cotonetes
- Half Pipe
- Desafio Ninja
- Swing Ball
- Parkour
- Basquete em trampolim
- Dodgeball
- Giro Radical

Todas as atividades são supervisionadas por monitores treinados e seguem protocolos de segurança. O uso de meias antiderrapantes é obrigatório.

### Inclusão e diversidade
A Vila Trampolim realiza treinamentos com suas equipes para promover um atendimento inclusivo e respeitoso a todos os públicos. A empresa também já promoveu campanhas com foco em inclusão e diversidade, reforçando seu compromisso com um ambiente acolhedor e empático. «Inclusão em movimento - Vila Trampolim no programa Tudo com Priscilla Freire». Site oficial Vila Trampolim. 2024. Consultado em 13 de maio de 2025

### Modelo de negócios e expansão
A Vila Trampolim opera no modelo de franquias e está presente em mais de 30 unidades em diferentes estados brasileiros. De acordo com o relatório da Abrace (Associação Brasileira de Shopping Centers), o setor de entretenimento indoor, incluindo parques como a Vila Trampolim, representou aproximadamente 6% das inaugurações em centros comerciais entre o final de 2023 e o início de 2024.
A rede oferece suporte aos franqueados com treinamentos, consultoria, marketing, sistema operacional e uma plataforma interna chamada Universidade Vila Trampolim, voltada à capacitação de equipes.«Crescimento e expansão da Vila Trampolim». O Tempo. 2024. Consultado em 13 de maio de 2025
A empresa é considerada a maior franqueadora de parques de trampolim do Brasil.«Vila Trampolim em Mundo dos Negócios: Diversão, inovação e empreendedorismo». Site oficial Vila Trampolim. 2024. Consultado em 15 de março de 2025

### Projetos sociais
A empresa mantém o projeto Diversão Solidária Vila Trampolim, voltado a crianças e adolescentes em situação de vulnerabilidade social. Por meio da iniciativa, instituições e escolas públicas podem se cadastrar e levar seus atendidos e alunos para sessões gratuitas nos parques, com segurança e acessibilidade.«Crianças com TEA têm acesso gratuito à Vila Trampolim». Rede Bahia. 30 de março de 2024. Consultado em 13 de maio de 2025

### Produtos e serviços
A rede oferece produtos voltados à experiência do cliente, como:
- Festas de aniversário personalizadas
- Eventos escolares e excursões
- Atrações especiais e sessões temáticas (como "Halloween Jump", "Férias Radicais" e outras datas comemorativas)
- Ingressos avulsos e pacotes promocionais
- Locação para eventos corporativos e ações com influenciadores digitais